# 沙爾卡爾

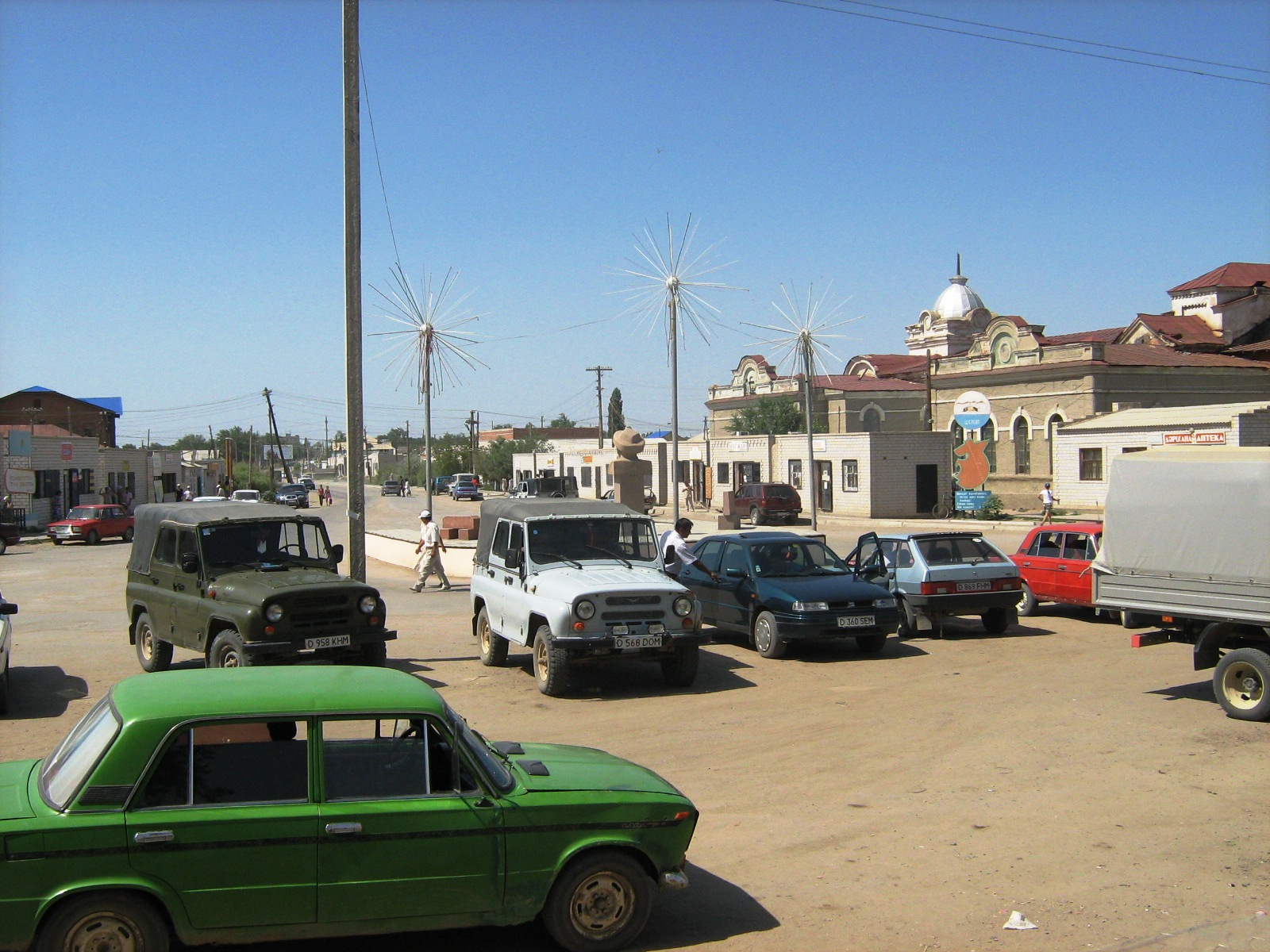
沙爾卡爾

沙爾卡爾是哈薩克的城鎮，由阿克托貝州負責管轄，位於該國西部，距離首府阿克托貝363公里，始建於1870年，受大陸性氣候影響，2012年人口27,072。